# راکی مارسیانو (فیلم)
«راکی مارسیانو» (انگلیسی: Rocky Marciano) فیلمی در ژانر زندگینامه‌ای است که در سال ۱۹۹۹ منتشر شد. از بازیگران آن می‌توان به جان فاورو، جرج سی. اسکات، جاد هیرش، و پنه‌لوپه آن میلر اشاره کرد.